# Caius Fonteius Capito (consul en -33)
Pour les articles homonymes, voir Caius Fonteius Capito.
Caius Fonteius Capito est un sénateur romain de la fin de la République romaine. Il est consul suffect en juillet 33 av. J.-C.

## Famille
C'est un homo novus, fils d'un Caius Fonteius Capito. Il a lui-même un fils, Caius Fonteius Capito, consul en 12 apr. J.-C.'

## Biographie
Il est peut-être membre du collège des pontifes et auteur d'une mesure populaire en 39 av. J.-C. alors qu'il est éventuellement tribun de la plèbe'.
Comme partisan et ami de Marc Antoine, il accompagne Mécène en 37 av. J.-C. quand ils sont envoyés par Octavien pour rétablir l'amitié entre les triumvirs. Il est mentionné par Horace comme l'un de ses compagnons du voyage à Brundisium. Lucius Cocceius Nerva et d'autres poètes, dont Virgile, sont aussi du voyage pour Brundisium où se trouve Antoine. Ils préparent le terrain pour le pacte de Tarente.
Après les négociations, Capito reste avec Antoine et, peu de temps après, à l'automne 37 av. J.-C., il est envoyé en Égypte pour escorter Cléopâtre VII à Antioche, en Syrie, où se trouve le quartier général d'Antoine en Orient. Capito et Cléopâtre arrivent à Antioche pendant l'hiver 37/36 av. J.-C.
Il est consul suffect en 33 av. J.-C., succédant à Lucius Volcacius Tullus le 1er mai, ayant pour collègue successivement Lucius Autronius Paetus, Lucius Flavius et Marcus Acilius Glabrio. Il reste en poste jusqu'à la fin septembre. Les deux consuls en poste sont alors remplacés par Quintus Laronius et Lucius Vinicius.